# Ministri dell'interno della Svezia
I ministri dell'interno del Regno di Svezia dal 1947 ad oggi e con intervalli di sospensione sono i seguenti.

## Lista
| 1947–1973 [ 1 ]          |                                |          |                  |                  |                     |                                |          |              |       |
| Ministro (Nascita-Morte) | Ministro (Nascita-Morte)       | Immagine | Mandato          | Mandato          | Mandato             | Partito                        | Elezione | Governo      | Fonti |
| Ministro (Nascita-Morte) | Ministro (Nascita-Morte)       | Immagine | Inizio           | Fine             | Durata              | Partito                        | Elezione | Governo      | Fonti |
|                          | Eije Mossberg (1908-97)        |          | 1º luglio 1947   | 1º ottobre 1951  | 4 anni e 92 giorni  | Socialdemocratico              | 1944     | Erlander I   |       |
|                          | Gunnar Hedlund (1900-89)       |          | 1º ottobre 1951  | 31 ottobre 1957  | 6 anni e 30 giorni  | Associazione degli Agricoltori | 1948     | Erlander II  |       |
|                          | Rune B. Johansson (1915-82)    |          | 31 ottobre 1957  | 25 gennaio 1969  | 11 anni e 86 giorni | Socialdemocratico              | 1952     | Erlander III |       |
|                          | Eric Holmqvist (1917-2009)     |          | 25 gennaio 1969  | 3 novembre 1973  | 4 anni e 282 giorni | Socialdemocratico              | 1968     | Erlander III |       |
| Palme I                  | Eric Holmqvist (1917-2009)     |          | 25 gennaio 1969  | 3 novembre 1973  | 4 anni e 282 giorni | Socialdemocratico              | 1968     |              |       |
|                          | Ingemund Bengtsson (1919-2000) |          | 3 novembre 1973  | 31 dicembre 1973 | 0 anni e 58 giorni  | Socialdemocratico              | 1973     | Palme I      |       |
| 1996–1998 [ 2 ]          |                                |          |                  |                  |                     |                                |          |              |       |
| Ministro (Nascita-Morte) | Ministro (Nascita-Morte)       | Immagine | Mandato          | Mandato          | Mandato             | Partito                        | Elezione | Governo      | Fonti |
| Ministro (Nascita-Morte) | Ministro (Nascita-Morte)       | Immagine | Inizio           | Fine             | Durata              | Partito                        | Elezione | Governo      | Fonti |
|                          | Jörgen Andersson (1946–)       |          | 1º luglio 1996   | 6 ottobre 1998   | 2 anni e 97 giorni  | Socialdemocratico              | 1994     | Persson      |       |
|                          | Lars Engqvist (1945–)          |          | 6 ottobre 1998   | 16 novembre 1998 | 0 anni e 41 giorni  | Socialdemocratico              | 1998     | Persson      |       |
|                          | Lars-Erik Lövdén (1950–)       |          | 16 novembre 1998 | 31 dicembre 1998 | 0 anni e 45 giorni  | Socialdemocratico              | 1998     | Persson      |       |
| 2014–presente [ 3 ]      |                                |          |                  |                  |                     |                                |          |              |       |
| Ministro (Nascita-Morte) | Ministro (Nascita-Morte)       | Immagine | Mandato          | Mandato          | Mandato             | Partito                        | Elezione | Governo      | Fonti |
| Ministro (Nascita-Morte) | Ministro (Nascita-Morte)       | Immagine | Inizio           | Fine             | Durata              | Partito                        | Elezione | Governo      | Fonti |
|                          | Anders Ygeman (1970–)          |          | 3 ottobre 2014   | 27 luglio 2017   | 2 anni e 297 giorni | Socialdemocratico              | 2014     | Löfven I     |       |
|                          | Morgan Johansson (1970–)       |          | 27 luglio 2017   | 21 gennaio 2019  | 1 anno e 178 giorni | Socialdemocratico              | 2014     | Löfven I     |       |
|                          | Mikael Damberg (1971–)         |          | 21 gennaio 2019  | in carica        | 2 anni e 66 giorni  | Socialdemocratico              | 2018     | Löfven II    |       |